# Concha Buika
Concha Buika o anche solo Buika, pseudonimo di Maria Concepción Balboa Buika (Palma di Maiorca, 11 maggio 1972), è una cantante spagnola, di origini equatoguineane.

## Discografia
- 2000 - Mestizüo (con Jacob Sureda)
- 2005 - Buika
- 2006 - Mi niña Lola
- 2008 - Niña de fuego
- 2009 - El último trago (con Chucho Valdés)
- 2011 - En mi piel
- 2013 - La noche más larga
- 2015 - Vivir sin miedo
- 2017 - Para mi